# Kristallspitzl
Das Kristallspitzl (auch: Kristallspitze) ist mit 3005 m ü. A. der niedrigste Dreitausender der Glocknergruppe in Osttirol. Die Erstbesteigung durch Nord-Süd-Überschreitung erfolgte am 13. August 1920 durch G. Küne und R. Wolte.

## Lage
Das Kristallspitzl liegt im Süden der Glocknergruppe in der Kernzone des Nationalparks Hohe Tauern. Es befindet sich im Nordosten der Gemeinde Kals am Großglockner südlich des Langen Grats, der sich zwischen der Zollspitze (3024 m ü. A.) im Norden und dem Kristallspitzl erstreckt. Das Kristallspitzl wird im Südosten durch das Kristallschartl (2939 m ü. A.) von der Kreuzwandspitze (3031 m ü. A.) getrennt, nördlich befindet sich abgegrenzt durch die Rumesoischarte (2950 m ü. A.) der Grüne Kopf (3005 m ü. A.). Nach Südwesten trennt die Beilscharte (2892 m ü. A.) das Kristallspitzl vom Dreifinger (2933 m ü. A.). Nordwestlich liegt das Rumesoikar, in dem der Rumesoibach entspringt und nach kurzer Fließstrecke ins ebenfalls westlich gelegene Kalser Dorfertal fließt. Östlich befindet sich das Quellgebiet des Teischnitzbachs. Nächstgelegene Schutzhütten sind im Kalser Dorfertal das Kalser Tauernhaus und östlich die hoch über dem Tal des Teischnitzbaches gelegene Stüdlhütte.

## Aufstiegsmöglichkeiten
Der Normalweg auf das Kristallspitzl führt ausgehend von der Straße zur im Kalser Tal gelegenen Moaralm zunächst am Fußweg ins Teischnitztal. Kurz nach einer Brücke über den Teischnitzbach führt der Anstieg in das südseitige Kar Tschadinepfohl und über die Hangstufen Unteres Beil sowie Oberes Beil zum Westgrat, auf dem man in leichter Kletterei den Gipfel erreicht (I+). Darüber hinaus ist beispielsweise auch ein Anstieg aus der Rumesoischarte und den Nordgrat möglich (II).